# プラザホテル

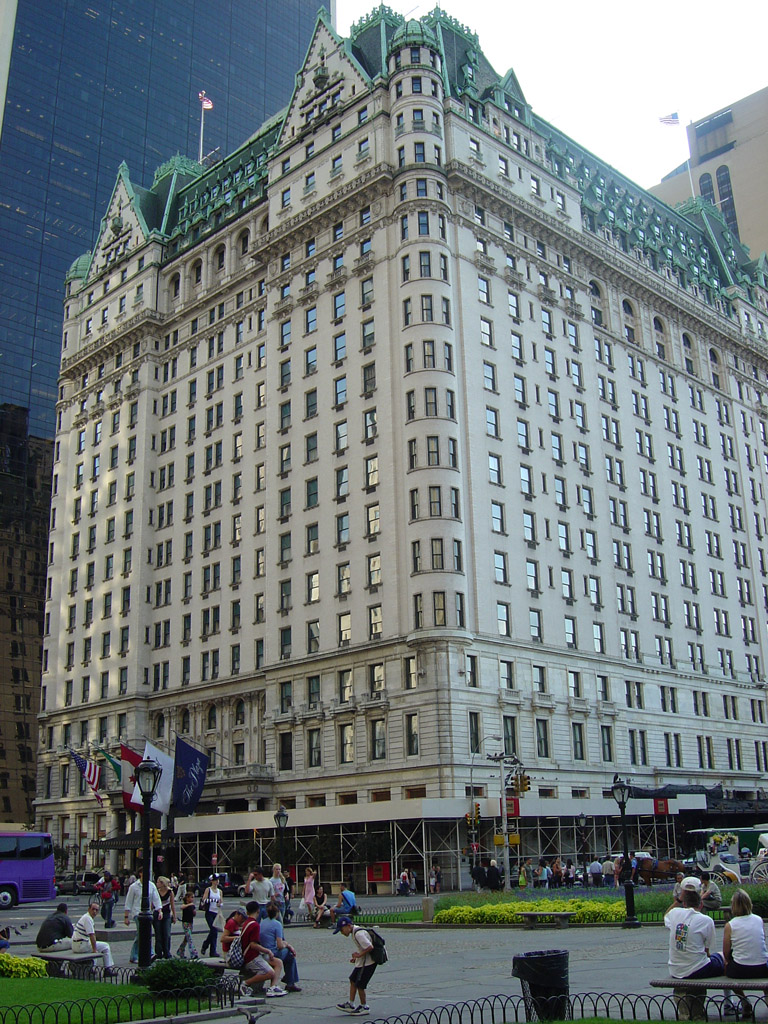
プラザホテル
（北東側より）

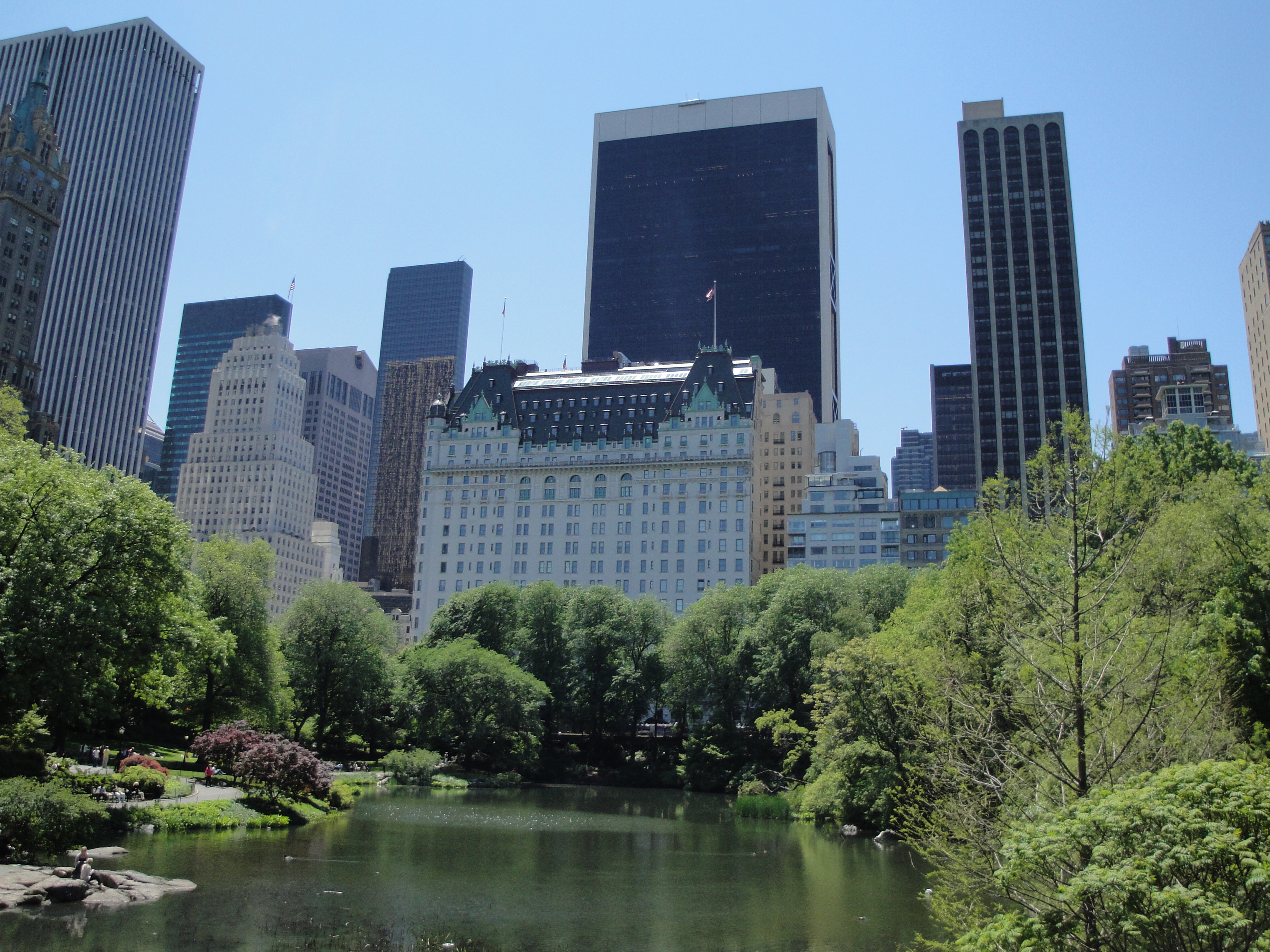
プラザホテル
（セントラル・パークより）

プラザホテル（Plaza Hotel）は、アメリカ合衆国ニューヨーク市マンハッタン区にある高級ホテル。

## 概要
1907年に建築された。セントラルパークの東南の角に位置し、正面玄関は広場（名前の由来となったグランド・アーミー・プラザ）を介して5番街に面する。
1943年にヒルトンが購入したのち、1955年にレストラン・チェーンのチャイルズが購入。フレンチ・ルネッサンス・スタイルの建物は1969年にニューヨーク市歴史建造物保存委員会のランドマークに指定され、1986年にはアメリカ合衆国国定歴史建造物に指定された。1988年にドナルド・トランプが購入したが、1995年に投資家のトロイ・リチャード・キャンベルに売却し、2004年にイスラエルの不動産企業エル＝アド・グループが購入し、改装工事のため2005年5月より休業中であったが、2008年3月1日よりフェアモント・ホテルズ・アンド・リゾーツの運営でホテル営業を再開した。2012年にはインドの大富豪サブラタ・ロイ（Subrata Roy）が75%の株を保有したほか、サウジアラビアの王族アル＝ワリード・ビン・タラールも株主である。ロイは、2014年に投資家への未払いにより逮捕され、プラザホテルを含む株の売却を検討している。
再開後は高級コンドミニアムが主体の構成となり、ホテル部分は大幅に削減された。特にセントラルパークを望む北側部分に関しては、その多くがコンドミニアムに変更され、分譲販売された為、客室でセントラルパークを正面に眺められる部屋は殆どない。レギュラールームでは皆無である。

## エピソード
1970年4月24日、このホテルで訪米中だった中華民国行政院副院長の蔣経国（1978年から中華民国総統）が台湾独立主義者に狙撃される暗殺未遂事件の舞台になった。
1985年9月22日に、このホテルで合意された先進5ヶ国会議で決定されたドル安政策は、ホテルの名にちなみ「プラザ合意」と通称されている。
映像作品にも度々登場し、『裸足で散歩（Barefoot in the Park）』（1967年）、スコット・フィッツジェラルドの『グレート・ギャツビー』や『ホーム・アローン2』（1992年）など、様々な作品に登場する。
『ホーム・アローン2』では、主演のマコーレー・カルキン演じる主人公のケビン・マカリスターが親のクレジットカードを使い1人で宿泊するシーンがある。撮影許可の条件として、製作当時のオーナーであったドナルド・トランプがカメオ出演するという副産物が発生した。